# Clarence Nash
Clarence Charles „Ducky” Nash (ur. 7 grudnia 1904, zm. 20 lutego 1985) – amerykański aktor głosowy, znany najbardziej jako oryginalny głos Kaczora Donalda, w filmach krótkometrażowych Walta Disneya. 
Oprócz głosu Donalda, Nash podłożył głos Hyzia, Dyzia i Zyzia, oraz Kota Figaro.
W 1930 roku ożenił się z Margaret Seamans (1910-1993), z którą miał syna Kaya i córkę Peggy. Walt Disney po raz pierwszy usłyszał Nasha w pierwszej połowie lat 30. w radiu, kiedy ten naśladował głos kaczki. Wkrótce skontaktował się z aktorem i zaproponował użyczenie głosu nowo powstałej postaci kaczora. Jak się okazało, Nash z postacią Donalda związał się na 50 lat.
Clarence Nash zmarł na białaczkę 20 lutego 1985 w wieku 80 lat. Od tego czasu do dziś oryginalnym głosem Kaczora Donalda jest Tony Anselmo.
W 1993 roku Nash otrzymał pośmiertnie nagrodę Disney Legends.